# Біргер Борис Георгійович
Біргер Борис Георгійович (нар. 1 квітня 1923, Москва — пом. 4 серпня 2001, Бонн) — радянський і російський художник 20 століття. Створював портрети, композиції з інтер'єрами, пейзажі, натюрморти.

## Життєпис
Народився в Москві. 1941 року став студентом Московського художнього інституту. З початком 2-ї світової війни у 1942 році був мобілізований в Червону армію і закінчив війну в Болгарії.
Відновив навчання в Московському художньому інституті, який закінчив 1951 року. Творче життя митця не було пов'язане із тогочасним авангардизмом, але в перешкоді до вдалої кар'єри стала критика тодішньої культурної політики післясталінської держави. Двічі за критичні висловлювання його виключали із тогочасного Союзу радянських художників (у 1962 та 1968 роках). 
Брав участь в відомій «Виставці семи» (1962 рік, місто Ленінград), від якої мистецтвознавці і критики починають відрахування так званого «суворого стилю».
Головний художник кінокартини «Прощавай» (1966, Одеська кіностудія).
Брав участь в домашніх лялькових виставах. Створив театральні декорації до вистав «Кабала святош» за твором письменника Михайла Булгакова та «Кіт домашній середньої пушистості» за твором В. Войновича. 
Емігрував із СРСР 1991 року і останні роки мешкав в Німеччині, де і помер.

## Художня манера
Незважаючи на нонконформізм власних смаків і настанов, не перейшов ні на позиції руйнівного авангардизму чи абстракціонізму, ні на позиції соціалістичного реалізму, що заплямував себе натуралізмом. Художня манера митця була м'яка, обережна до зображень речей чи персонажів його портретів. Їх ніби засипало снігом чи небаченими, напівпрозорими пелюстками часу, чому сприяла і індивідуальна техніка маленькими рисками, схожа з технікою роботи пастелями. Але художник працював олійними фарбами. Задумливий, сумний настрій більшості його портретів і картин ця техніка маленькими рисками передавала надзвичайно вдало. Хоча він уникав занадто яскравих, пістрявих фарб. Монохромну гармонію його картин урізноманітнюють лише жовтогарячі чи червоні фарби. Дивна порожнеча його композицій з інтер'єрами та зображення поодиноких речей викликають у глядача асоціації з творами художників-символістів. А ці майже сутінкові картини, наче запорошені світлом чи снігом, виглядають намоленими храмами, одухотвореними і теплими, але незрозуміло чому покинутими людьми.
А з часом і по смерті багатьох портретованих чи назавжди втрачених інтер'єрів техніка набула ще і філософської глибини.

## Вибрані твори
- «Портрет письменника Варлама Шаламова»
- «Пейзаж»
- «Порожній інтер'єр з відчиненими дверима»
- «Надія Мандельштам», 1967
- «Портрет одинадцяти. Пам'яті Б. І. Балтера», 1977
- «Булат Окуджава», 1978
- «Воскресіння Христа», 1988